# Giáo hoàng Lêô XIII
Giáo hoàng Lêô XIII (Latinh: Leo XIII) là vị giáo hoàng thứ 256 của Giáo hội Công giáo Rôma.
Niên giám tòa thánh năm 2003 xác định ngày đắc cử giáo hoàng của ông là 20 tháng 2 năm 1878, ngày khai mạc chức vụ mục tử đoàn chiên Chúa là ngày 3 tháng 3 và kết thúc triều đại vào ngày 20 tháng 7 năm 1903. Cho đến nay, triều đại của ông là triều đại dài thứ ba trong lịch sử Giáo hội Công giáo Rôma.
Giáo hoàng Lêô XIII tên thật là Gioakim Pecci, sinh tại Carpineto Romano ngày 2 tháng 3 năm 1810. Trước khi trở thành giáo hoàng, ông là một nhà thông thái, một chính trị gia lỗi lạc, nguyên Tổng giám mục Perusa, Sứ thần Tòa thánh tại Bruxelles. Mặc dù đã 68 tuổi, triều đại của ông kéo dài 25 năm.
Với sự cộng tác của hồng y Quốc vụ khanh Jacobini (1880-1887) và Rampolla (1887-1903), ông đã thu được nhiều thành quả to lớn trên các lĩnh vực tôn tôn giáo, ngoại giao và xã hội, khiến ngôi giáo hoàng dưới thời ông đạt tới mức hầu như chưa từng có về uy quyền trong giáo hội và ảnh hưởng trên thế giới.

## Triều đại giáo hoàng

### Vấn đề nước Ý
Giáo hoàng Lêô XIII được coi là người mềm dẻo, cởi mở với những vấn đề xã hội, ông kêu gọi các tín hữu chấp nhận nền cộng hòa và đấu tranh hợp pháp chống các luật lệ bất công. Ông nối lại mối bang giao với các chính quyền bằng sự nhìn nhận chế độ dân chủ của các quốc gia tân tiến.
Mặc dù có thái độ hòa dịu hơn so với Giáo hoàng Piô IX nhưng ông cũng phải đối mặt với những vấn đề đã đặt ra với người tiền nhiệm. Việc điều đình với vương quốc Ý còn gặp nhiều trở ngại vì ảnh hưởng của Hội Tam điểm.
Nhà cầm quyền Ý luôn tỏ ra ác cảm với Tòa thánh. Mặt khác, chính sách ngoại giao của Pháp làm cản trở cuộc mật đàm giữa Vatican và thủ tướng Ý Crispi để đi tới một hiệp ước. Trong khi đó, người Công giáo Ý vẫn còn theo sắc lệnh của Giáo hoàng Piô IX không tham gia các cuộc bầu cử.

### Các quốc gia khác
Tại Pháp, tình hình có hơi dịu xuống sau khi giáo hoàng kêu gọi giáo dân Thiên chúa đoàn kết với nền Cộng hòa. Tuy nhiên, ông cũng không thể làm nước Pháp bỏ chính sách thù nghịch giáo hội, cũng không thành công trong việc thống nhất các lực lượng Công giáo Pháp thành một mặt trận chung.
Trái lại, ông đã thành công trong việc làm lắng dịu "mặt trận văn hóa" ở Đức. Trong việc tranh chấp giữa hai nước Đức và Tây Ban Nha về quần đảo Carolina, do sự đề nghị của thủ tướng Otto von Bismarck, hai bên đã thỉnh ý giáo hoàng và được ông giải quyết thỏa đáng (1885). Đạo luật hòa bình ban hành ngày 19 tháng 4 năm 1884, được Giáo hoàng Lêôn XIII gọi là "con đường tiến tới hòa bình", ông cũng nhắc lại những lên án Hội Tam điểm của các vị tiền nhiệm và người ta xem ông là người chống chủ nghĩa hiện đại của giáo hội.
Hai lần 1888 và 1903, Lêô XIII tiếp kiến hoàng đế Đức là Wilhelm II tại Vatican. 

### Cai quản giáo hội
Hai đạo luật mới 1886-1887 bãi bỏ tòa án tôn giáo và việc kiểm soát các chủng viện, đồng thời nhìn nhận chương trình học của giáo hội với một vài điều kiện.
Lêô XIII cổ vũ sự tôn sùng Thánh Tâm, Thánh Thể, kinh Mân côi, dòng Ba và khuyến khích học thánh khoa. Trong thông điệp Aeterni Patris (1879), ông giới thiệu Thánh Tôma như là người thầy trong các phân khoa triết học và thần học; đồng thời đưa ra nhiều biện pháp đề cao triết học của thánh nhân trong nhiều đại học như Louvain, Fribourg, nơi các cha Đa Minh được trao cho việc giảng dạy triết học và thần học.
Để cổ vũ Thánh kinh, ngoài việc thiết lập trưởng Thánh Kinh ở Giesusalem do các cha dòng Đa Minh ở Gieusalem (1890) giảng dạy, năm 1902 ông cho lập Ủy vụ Thánh Kinh (Đoản sắc Vigilantiae studiique), có nhiệm vụ cổ động phong trào khảo sát Thánh Kinh và lo cho sự học hỏi này khỏi bị sai lầm. Đối với khoa lịch sử, ông mở cửa công hàm và thư viện của Vatican để những nhà thông thái các nước, các tôn giáo có thể đến nghiên cứu (1881).
Có thêm 248 tòa Tổng Giám mục và Giám mục, 48 tòa đại diện và Phủ doãn. Ranh giới các xứ truyền giáo được mở rộng. Năm 1899, ông triệu tập công đồng các giám mục Mỹ Latinh. Công đồng này đã có những quyết định quan trọng và hữu hiệu trong việc bảo vệ và chấn hưng đời sống đạo đức cũng như tinh thần của hàng giáo sĩ.

### Các thông điệp
Giáo hoàng Lêô XIII theo đuổi công cuộc cải cách của Công đồng Vatican, và qua nhiều thông điệp ông làm sáng tỏ đời sống Kitô giáo phải có trong gia đình, ngoài xã hội và quốc gia, giao hảo với thế giới tân tiến, mời gọi người Công giáo tham gia tích cực vào đời sống văn hóa xã hội.
Ngày 5.5.1888, ông ban bố tông thư In plurimis gửi hàng giám mục Brasil, văn thư ngày 17.10.1888 gửi hồng y Lavigerie và đặt ông này làm đặc sứ Tòa thánh trong việc chống chế độ nô lệ.
Ngày 20.6.1888, Giáo hoàng Lêô XIII công bố thông điệp Libertas Praestantissimus, thông điệp về tự do con người, tự do chủ nghĩa, những tự do tân thời, những bổn phận của nhà nước đối với tôn giáo và sự khoan dung Kitô giáo. Dưới thời ông có gần 300 địa hạt Giám mục và đại diện Tòa thánh.
Ngày 20.11.1890, tông thư Catholicae Ecclesiae gửi hàng giám mục toàn cầu, dành ngày 6.1 hàng năm làm ngày quyên tiền cho công cuộc chống chế độ nô lệ. Qua tông thư Ad extremas ngày 24.6.1893, ông thiết lập ở Candy một chủng viện nhằm đào tạo các linh mục cho Ấn Độ và Tích Lan.
Ngày 15.5.1891, Lêô XIII đưa ra những hướng dẫn về vấn đề xã hội trong thông điệp Tân Sự (Rerum Novarum): ông kết án chủ trương tự do vô độ về kinh tế, yêu cầu các chính quyền can thiệp để phân phối hoa lợi và tổ chức lao động của xí nghiệp (số giờ làm việc, quyền nghỉ ngơi mỗi tuần và lương bổng công nhân). Ông cổ vũ các liên đoàn Chủ - Thợ và chấp nhận các công đoàn (Syndicats, chỉ có công nhân). Thông điệp như thế đã thúc đẩy người Công giáo không thu mình lẩn tránh vào quá khứ nữa, mà phải quan tâm đấu tranh cho nhân quyền của người thợ trong những đoàn thể chính trị và công đoàn.
Trong đó ông nêu lên: "Tôi xác định rõ ràng rằng... cần phải dùng những biện pháp khẩn cấp và hữu hiệu, giúp đỡ những người thuộc giai cấp thấp kém, bởi vì phần lớn họ đang sống trong tình trạng nghèo khổ bất xứng (...) Thế kỷ qua đã tàn phá, mà không có gì thay thế, những nghiệp đoàn tương xứng xưa đã bảo vệ cho họ... phó mặc cho lòng thương hại của những chủ nhân vô nhân đạo và cho lòng tham lam cạnh tranh vô độ... Thêm vào đó, còn phải nói đến sự tập trung vào trong tay một số người nền kỹ nghệ và thương mại, đã trở thành sự chia chác của một thiểu số giàu có, sung túc của cải, họ áp đặt một sự áp bức hầu như là nô lệ trên đám đông vô kể những người vô sản".
"Đây là lần đầu tiên học thuyết này (học thuyết xã hội công giáo) được trình bày có hệ thống, một vị giáo hoàng đương đầu với những vấn đề phức tạp, đi kèm với cuộc cách mạng kỹ nghệ. Thông điệp ấy ngày nay vẫn là điểm quy chiếu của giáo huấn xã hội mà đức Pio XI sau này tôn vinh nó là "Khoa học xã hội Công giáo" (Học thuyết xã hội Công giáo - Hội đồng Giáo hoàng Công lý & Hòa bình). Đây được coi là "một giáo huấn nguyên thủy về xã hội" của giáo hoàng. Giáo hoàng Lêôn XIII được gọi là "Giáo hoàng của giới công nhân".
Năm 1892, ông công bố thông điệp "Giữa muôn điều lo ngại". Trong đó ông khẳng định:
"Chỉ có Giáo hội Kitô đã, đang và sẽ bảo tồn chắc chắn hình thái cai trị của mình. Vì được thiết lập trên nền tảng là Đấng đã có, đang có và vẫn có đời đời, Giáo hội ngay từ đầu đã nhận được những gì cần thiết để theo đuổi sứ mạng thần linh ngay giữa dòng lưu chuyển của vạn vật nhân trần. Còn đối với các xã hội thuần túy nhân loại, thì thời gian là yếu tố biến đổi vĩ đại cho mọi sự trần gian, như một sự kiện đã ghi khắc cả trăm lần trong lịch sử, tạo nên những thay đổi sâu xa về cơ chế chính trị... Nhu cầu xã hội biện minh cho việc hình thành, xuất hiện và tồn tại những chính phủ mới... Điều này mới lạ, thực ra chỉ là thay đổi hình thái cai trị hoặc cách chuyển giao quyền hành... Việc chấp nhận chính phủ mới không những được phép, mà còn là bó buộc, vì những nhu cầu thiện ích của xã hội... Nhưng tôn trọng công quyền hiến định, không có nghĩa là phải vâng lời vô giới hạn mọi biện pháp luật định do cơ quan này ban hành. (JC. Để đọc LSGH II, t. 132)
Ngày 18 tháng 11 năm 1893, Lêô XIII công bố thông điệp Providentissimus Deus. Thông điệp đề nghị những quy phạm về việc nghiên cứu Kinh Thánh, trong bối cảnh của các khám phá khảo cổ học và phê bình lịch sử là những khoa học rất phát triển trong thời đại này.
Năm 1901, Lêô XIII ra sắc thư Graves de Communi, nhắc nhở những người dân chủ Cơ đốc hãy trở lại trật tự, và hạn chế danh từ "nền dân chủ Cơ đốc" trong phạm vi chỉ có nghĩa là "hành động xã hội làm điều thiện cho nhân dân" mà thôi.
Cho đến này, ông là vị giáo hoàng đưa ra nhiều thông điệp nhất trong lịch sử giáo hội với 86 thông điệp trong suốt 25 năm triều đại. Một số thông điệp của ông rất ngắn và ngày nay nhiều người xếp các thông điệp này vào loại tông thư (apostolic letter) hay chỉ đơn giản là sứ điệp (pontifical message).

### Năm thánh 1900
Lêô XIII đã cử hành Năm Thánh thứ 22 (1900) và dịp này đền thờ Thánh Phêrô lần đầu tiên được chiếu sáng bằng đèn điện.
Năm thánh này được khai mạc vào ngày 24.12.1900, sau 75 năm Cửa Thánh bị đóng. Năm Thánh 1900 ngoài việc đem lại ơn ích thiêng liêng cho giáo hữu, còn giúp nêu lên tình trạng bất công của xã hội lúc bấy giờ, cũng như phục hồi vai trò cần thiết của giáo hội và giáo hoàng trên thế giới.
Việc chuẩn bị và tổ chức lần đầu tiên được sự hỗ trợ của chính quyền Ý. Để đánh dấu Năm Thánh đầu thế kỷ 20, Đức Thánh Cha đã tôn phong 6 vị chân phước và 2 thánh (Thánh Gioan Baptiste de La Salle và Thánhh Rita de Cascia).
Ông tự nhận là được chỉ định làm người đứng đầu hết thảy vua chúa trên mặt đất; nhấn mạnh sự vô ngộ của giáo hoàng; tuyên bố Tin Lành là "kẻ thù của Danh Đấng Christ"; mạt sát "phong tục nước Mỹ" (américanisme); gọi Hội Tam điểm là "nguồn gốc mọi tội ác"; quả quyết rằng phương pháp hợp tác duy nhất là hoàn toàn đầu phục Giáo hoàng La Mã.
Ông là vị giáo hoàng đầu tiên được quay phim theo yêu cầu của ông. Ông cũng là một nhà nhân văn tinh tế và các bài thơ Latinh của ông cũng đáng chú ý.